# Sceleocantha gigas
Sceleocantha gigas är en skalbaggsart som beskrevs av Carter 1912. Sceleocantha gigas ingår i släktet Sceleocantha och familjen långhorningar. Inga underarter finns listade i Catalogue of Life.